# Список выдающихся филателистов
«Список выдающихся филателистов» (англ. Roll of Distinguished Philatelists, сокращённо — RDP) — филателистическая награда международного масштаба, учреждённая Филателистическим конгрессом Великобритании в 1921 году. Список состоит из листов пергамента, на которых пишут свои имена удостоенные такой чести филателисты.

## Краткий обзор. Порядок отбора
Лица, сделавшие весомый вклад в развитие филателии благодаря своим исследованиям в этой области, своим знаниям и затраченному времени, могут стать кандидатами на получение права поставить свою подпись в Списке в случае их выдвижения одним из лиц, ранее внесённым в Список. В течение следующих четырёх лет кандидатура раз в год рассматривается действующими членами Списка и специальной выборной комиссией.
Церемония подписания Списка выдающихся филателистов проводится на ежегодном Филателистическом конгрессе Великобритании. В соответствии с правилами Конгресса, включённые в Список лица могут участвовать в обсуждении и голосовать во время Конгресса.
Сорок два филателиста были посмертно удостоены чести быть включёнными в Список как «отцы филателии», их имена указаны на самой первой его странице.
Ещё четыре фамилии были добавлены в Список в 1950-е годы в нижней части первой страницы. В 1951 году выборная комиссия почтила Эдварда Р. Вудворда (1863—1931) и Дж. Стэнли Телфера (1873—1938), поскольку они были двумя значительными филателистами и членами комиссии. В 1956 году комиссия внесла также в Список гражданина США Кларенса У. Хеннана (1894—1956) и А. Торта Николау (1878—1950) из Испании, так как можно было не сомневаться, что их обязательно пригласили бы подписать Список, будь они на тот момент живы.

## История
30 октября 1919 года Перси К. Бишоп, член Лондонского клуба филателистов (англ. London Stamp Club), выступил с предложением учредить «Филателистический орден „За заслуги“» (англ. Philatelic Order of Merit) для награждения авторов работ по филателии. Этот орден должен был по значимости быть выше существовавших филателистических премий и иметь международное значение. В конце 1919 года председатель Клуба Ф. Х. Валленси (1879—1950) представил эту идею читателям своего печатного издания Stamp Collecting (с англ. — «Коллекционирование почтовых марок»). В марте 1920 года жюри в составе пяти человек опубликовало список из 25 лиц, выбранных из 91 фамилии, которые были предложены читателями и британскими объединениями филателистов.
Однако для обеспечения официального признания этого списка Лондонский клуб филателистов обратился к ассоциированным членам Филателистического конгресса Великобритании в 1920 году в Ньюкасле-на-Тайне. Чтобы решить будущее идеи Бишопа, на Конгрессе был создан подкомитет, который должен был разработать предложения по новому названию награды и правилам награждения.
На состоявшемся в 1921 году Конгрессе в Харрогейте без обсуждения был учреждён «Список выдающихся филателистов». Накануне Конгресса подкомитет заполучил подпись короля-филателиста Георга V на печатном пергаменте Списка. Двадцать четыре филателиста, выбранные первым составом жюри, и пятнадцать других филателистов были приглашены подписать Список в последний день Конгресса.
Начиная с 1922 года отбор филателистов для подписания Списка проводился ежегодно, кроме периода между Конгрессами 1940 года и 1946 года ввиду Второй мировой войны.

## «Отцы филателии»
На листе Списка, на котором ставились подписи в период с 1921 по 1935 год, значатся имена сорока двух умерших к тому времени филателистов. Они помещались на лентах, которые украшали две колонки на каждой странице (с обеих сторон листа). Эти люди были удостоены такой чести как «отцы филателии»:
- Джеймс Генри Эбботт (1851—1914, Великобритания), пионер коллекционирования надпечаток[4].
- Уильям Бейлби Эвери[англ.] (1854—1908, Великобритания), директор компании «У. и Т. Эвери Лтд.[англ.]», знаменитый коллекционер[4].
- Оскар Берже-Левро (1823—1906, Франция), издатель и коллекционер, автор первого каталога марок, появившегося в 1862 году[4].
- Фридрих Андреас Брейтфус (1851—1911, Российская империя[13]), один из коллекционеров эссе и проб, единственный российский представитель, удостоенный чести быть включённым в Список за всю историю его существования (если не считать француза Жозефа Шацкеса, также уроженца России; см. ниже)[4].
- Мейтланд Бернетт (1844[14]—1918, Великобритания), редактор журнала «Филателик Рекорд»[4].
- Маунт Браун (1837—1919, Великобритания), автор каталога почтовых марок, выходившего в период между 1862 и 1864 годами[4][15].
- Гюстав (1848—1894) и Марсиаль Кайботт (1853—1910, Франция), художники и филателисты[4].
- Марселлус Пернелл Касл (1849—1917, Великобритания), президент Королевского филателистического общества Лондона с 1913 по 1917 год, редактор журнала «The London Philatelist» («Лондонский филателист»)[4].
- Дэниел Купер (1821—1902, Великобритания)[4], первый президент Королевского филателистического общества Лондона с 1869 по 1878 год[16].
- Генри Дж. Крокер[англ.] (1860—1912, США), известный коллекционер[4].
- Джон Арчибальд Данбар-Данбар (1849—1905, Великобритания), шотландский священник, его коллекция почтовых марок Австралии оказалась в Музее науки и искусства в Эдинбурге[4].
- Генри Дж. Дювеен[англ.] (1854—1919, уроженец Нидерландов), известный коллекционер[4].
- Альфред Саксен-Кобург-Готский, герцог Эдинбургский (1844—1900, Великобритания), дядя Георга V, почётный президент Королевского филателистического общества Лондона с 1890 по 1900 год[4].
- Филипп фон Феррари[17] (1850—1917, уроженец Франции, Австрия)[4], богатый покупатель почтовых марок и цельных вещей многих стран.
- Дуглас Гарт[англ.] (1852—1900, Великобритания), почётный секретарь Королевского филателистического общества Лондона с 1866 по 1894 год, коллекционировал почтовые марки Британской Индии[4].
- Джон Эдуард Грей (1800—1875, Великобритания), зоолог Британского музея, автор «Карманного каталога почтовых марок» (англ. A Hand Catalogue of Postage Stamps)[4][18].
- Гилберт Харрисон[англ.] (1858—1894, Великобритания), специалист по почтовым маркам Афганистана и Португальской Индии[4].
- Лесли Хаусбург[англ.] (1872—1917, Великобритания), почётный секретарь Королевского филателистического общества Лондона с 1913 по 1917 год, специалист по платингу[4][19].
- Эндрю Хоуисон[англ.] (1850—1912, Австралия), специалист по истории почты Нового Южного Уэльса[англ.][4].
- Генри Кинг-Тенисон, 8-й граф Кингстон (1848—1896, Великобритания), президент Королевского филателистического общества Лондона с 1892 по 1896 год[4].
- Жак Амабль Легран (1820—1912, Франция), пионер филателии во Франции, изобретатель зубцемера[4].
- Джеральд Фицджеральд, 5-й герцог Лейнстер (1851—1897, Великобритания), известный ирландский коллекционер[4].
- Джеймс Линдси, 26-й граф Кроуфорд (1847—1913, Великобритания), президент Королевского филателистического общества Лондона с 1910 по 1913 год[4], библиофил, одним из первых стал включать эссе и пробные марки в свои коллекции[20].
- Пьер Маэ[англ.] (1833—1913, Франция), торговец марками в Париже, ведавший коллекцией Филиппа фон Феррари[4].
- Дэвид Паркес Массон[англ.] (1847—1915, Великобритания), специалист по почтовым маркам Британской Индии[4].
- Артур Мори (1844—1907, Франция), торговец марками в Париже, филателистический журналист и автор книг по филателии, редактор «Le Collectionneur de timbres-poste» («Коллекционер почтовых марок»)[4].
- Поль Мирабо[англ.] (1848—1908, Франция), специалист по почтовым маркам Швейцарии[4].
- Жан-Батист Моэнс (1833—1908, Бельгия), торговец марками в Брюсселе и автор книг по филателии[4].
- Эдвард Джеймс Нанкивелл[англ.] (1848—1909, Великобритания), журналист, учредитель «The Postage Stamp» («Почтовая марка») в 1907 году, коллекционировал марки Китая, Новой Зеландии и Трансвааля[4].
- Мария Пардо де Фигероа (1828—1918, Испания), один из первых специалистов по почтовым пометкам[4].
- Эдвард Пембертон (1844—1878, Великобритания), торговец почтовыми марками и автор книг по филателии, учредитель Королевского филателистического общества Лондона[4].
- Фредерик Филбрик (1835—1910, Великобритания), учредитель Королевского филателистического общества Лондона[4].
- Хосе Марко дель Понт[англ.] (1851—1917, Аргентина), специалист по почтовым маркам Аргентины и Латинской Америки[4].
- Артур де Ротшильд[англ.] (1851—1903, уроженец Франции, Бельгия), коллекционер негашёных почтовых марок, выпущенных с 1860 по 1880 год[4][21].
- Гарольд Роу[англ.] (ок. 1840—1919, Великобритания), коллекционер почтовых марок Сиама[4].
- Гордон Смит[англ.] (1856—1905, Великобритания), специалист по почтовым маркам Южной Австралии и директор Stanley Gibbons[4].
- Томас Таплинг (1855—1891, Великобритания), пионер коллекционирования почтовых марок[20].
- Джон Керр Тиффани (1842—1897, США), первый Президент Американского филателистического общества, специалист по почтовым маркам США и библиофил[20].
- Джон Александр Тиллеард[англ.] (1850—1913, Великобритания), почётный секретарь Королевского филателистического общества Лондона с 1894 по 1913 год, хранитель Королевской филателистической коллекции[англ.] с 1910 по 1913 год[4].
- Чарльз Уильям Винер (1813[22]—1907[23], Великобритания), был коллекционером уже в 1860 году, автор работ по филателии, учредитель и почётный секретарь (1871—1874) Королевского филателистического общества Лондона[4].
- Уильям Амос Скарборо Уэстоби[англ.] (1815—1899, Великобритания), филателистический журналист[4].
- Гастингс Эдвин Райт[англ.] (1861—1897, Великобритания), коллекционер почтовых марок Великобритании в отличном состоянии[4].

## Перечень филателистов в Списке
Ниже приводятся имена коллекционеров, попавших в Список и подписавших его, однако перечень этот неисчерпывающий, особенно, для более недавних записей в Списке, и будет пополняться по мере нахождения соответствующей информации.

### 1920-е годы
В 1921 году в число сорока лиц, первыми подписавших Список, попало двадцать четыре из двадцати пяти коллекционеров, предложенных первоначальным жюри в 1920 году:
- Питер Джон Андерсон[англ.] (1853—1926, Великобритания), библиофил и историк филателистической литературы[25].
- Юстас Андерсен[англ.] (1867—1938, Норвегия), специалист по почтовым маркам Норвегии[25].
- Эдвард Денни Бэкон[англ.] (1860—1938, Великобритания), президент Королевского филателистического общества Лондона с 1917 до 1923 год[25], куратор Королевской филателистической коллекции с 1913 по 1938 год[26][27][28].
- Артур Томас Бэйт[англ.] (1855—1922, Новая Зеландия), специалист по почтовым маркам Новой Зеландии[25].
- Уолтер Дорнинг Бектон (1866—1931, Великобритания), предшественник «научной филателии» и «Манчестерской школы», президент Манчестерского филателистического общества (Manchester Philatelic Society), первого Филателистического конгресса Великобритании в 1909 году[25] и Королевского филателистического общества Лондона с 1929 по 1931 год[14].
- Кэрролл Чейз[англ.] (1878—1960, США), специалист по почтовым маркам США, президент Американского филателистического общества в 1920—1922 годах[25].
- Эмилио Диена (1860—1941, Италия), специалист по почтовым маркам итальянских государств[итал.][27][29][30].
- Роберт Бриско Эре (1846—1928, Великобритания), специалист по поддельным маркам[25].
- Эдвард Б. Эванс[англ.] (1846—1922, Великобритания).
- Луи Франсуа Ансио[англ.] (1845—1924, Бельгия), зять и коллега Жан-Батиста Моэнса[25].
- Гарри Л. Хэйман[англ.] (1850—1927, Великобритания).
- Артур Фрэнсис Бассет Халл[англ.] (1862—1945, Австралия), специалист по почтовым маркам австралийских колоний[25].
- Клифтон А. Хоус[англ.] (1860—1936, США), специализировался на коллекционировании марок Северной Америки, Великобритании и некоторых стран Восточной Азии, президент Американского филателистического общества с 1915 до 1917 года[25].
- Уильям Рассел Лэйн-Джойнт (1855—1921, Великобритания), почётный куратор коллекции Джеральда Фицджеральда в Дублинском музее науки и искусства[25].
- Умеджиро Кимура[англ.] (1869—1927, Япония), специалист по почтовым маркам Японии, президент Юраки-каи (Yuraku-kai)[31] с 1912 по 1927 год[25].
- Джон Лафф?! (1860—1938, США), учредитель Клуба коллекционеров Нью-Йорка[англ.] и президент Американского филателистического общества[25].
- Чарльз Джеймс Филлипс (1863—1940, Великобритания, затем США), владелец Stanley Gibbons с 1890 по 1922 год, затем торговец редкими почтовыми марками в Нью-Йорке[25].
- Бертрам Уильям Генри Пул (1880—1950, США), филателистический журналист, специалист по почтовым маркам Гаити и Латинской Америки и после 1916 года торговец марками[25].
- Винтер Чарльз Ренуф[англ.] (1868—1954, Индия), маркофилателист, специалист по маркам Британской Индии[25].
- Уильям Рейнольдс Риккеттс[англ.] (1869—1945, США), библиофил[25].
- Аксель де Рейтершёльд[англ.] (1860—1937, Швеция/Швейцария), специалист по почтовым маркам Швейцарии[25].
- Чарльз Истерли Северн[англ.] (1872—1929, США), филателистический журналист[25].
- Эмиль Тамсен[англ.] (1862—1957, ЮАС), специалист по почтовым маркам Британской Африки[25].
- Роберт Блэйк Ярдли[англ.] (1858—1943, Великобритания), президент Королевского филателистического общества Лондона с 1931 по 1934 год[25].

Британец А. Б. Крик (1860—1932) был выбран жюри в 1920 году в числе первых 25 кандидатов, однако подкомитет Филателистического конгресса в 1921 году забыл о нём, и Крик так и не оставил автографа в Списке выдающихся филателистов.
Подкомитет добавил ещё пятнадцать филателистов в 1921 году, среди которых англичан было значительно больше по сравнению с выбором жюри 1920 года.
- Перси Кук Бишоп (1875—1959, Великобритания), филателистический журналист, выдвинувший идею о создании Списка выдающихся филателистов[25].
- Лайонел Уильям Фулчер[англ.] (1865—1945, Великобритания), первый организатор библиотеки Королевского филателистического общества Лондона, почётным библиотекарем которой он был с 1903 по 1928 год[25].
- Хьюго Гриберт (1867—1924, Великобритания), лондонский торговец марками и автор работ по филателии[25].
- Томас Уильям Холл (1861—1937, Великобритания), президент Королевского филателистического общества Лондона с 1923 по 1929 год[25][33].
- Дэвид Хэуорт Хилл[англ.] (1850—1926, Австралия), специалист по почтовым маркам Виктории[25].
- Джон Моррис Марсден[англ.] (1857—1939, Великобритания), специалист по почтовым маркам Португалии и её колоний[25].
- Фред Мелвилл (1882—1940[25], Великобритания), писатель и библиофил[20], учредитель Юношеского филателистического общества[англ.] в 1899 году[25].
- Фрэнсис Гамильтон Нейпир[англ.] (1850—1929, Великобритания), автор работ по филателии[25].
- Чарльз Латроп Пэк[англ.] (1857—1937[25], США), специалист, среди прочего, по почтовым маркам с изображением королевы Виктории[20][34].
- Персиваль Пембертон[англ.] (1875—1949, Великобритания), торговец марками и главный редактор «Филателистического журнала Великобритании» («The Philatelic Journal of Great Britain»)[25].
- Джон Уокер[англ.] (1855—1927, Великобритания), президент, почётный библиотекарь и куратор коллекции поддельных марок Шотландского филателистического общества (Scottish Philatelic Society)[25].
- Артур Джон Уоррен[англ.] (1845—1929, Великобритания), специалист по почтовым маркам Нидерландов и их колоний[25].
- Гаролд Уильям Уэскотт[англ.] (1872—1923, Великобритания), специалист по маркам Гибралтара и иностранных почтовых отделений в Марокко[25].
- Чарльз Стюарт-Уилсон[англ.] (1864—1950, Великобритания, Индия), специалист по почтовым маркам Индии, генеральный директор Департамента почт и телеграфов Индии (Indian Posts[англ.] and Telegraphs)[25].
- Энтони де Уормс[англ.] (1869—1938, Великобритания), специалист по почтовым маркам Цейлона[25].

И наконец, накануне первой торжественной церемонии подписания 6 мая 1921 года, король Георг V первым поставил своё имя в верхней части Списка выдающихся филателистов («George R. I.»). Георгу V была предоставлена такая почесть, поскольку ещё в бытность герцогом Йоркским он был президентом Королевского филателистического общества Лондона с 1896 по 1910 год и по-прежнему оставался коллекционером и филателистом благодаря помощи, оказанной ему ранее покойным Джоном Александром Тиллеардом, и при поддержке Эдварда Денни Бэкона.
В течение 1920-х годов в Список были также добавлены следующие филателисты:
- Альфред Лихтенштейн (1876—1947, США), занесен в Список в 1927 году.
- Чарльз Ниссен[англ.] (1880—1944, Великобритания), в Списке с 1923 года.
- Перси де Вормс[англ.] (1873—1941, Великобритания), в Списке с 1928 года.
- Бертрам Макгоуэн[англ.] (1874—1950, Великобритания), в Списке с 1922 года.
- Джордж Хиглетт[англ.] (1860—1940, Великобритания), в Списке с 1925 года.

### 1930-е годы
23—27 июня 1930 года в городе Торки был проведён 17-й Филателистический конгресс Великобритании. Только один человек был удостоен чести поставить свою подпись в Списке выдающихся филателистов:
- Уильям Хадлоу[англ.] (1861—1931, Великобритания) — автор работ по филателии и филателистический аукционист. Редактор журнала «Гиббонс Стэмп Мантли» Стэнли Филлипс[англ.] (1891—1954) так писал о нём[36]:

«Когда ветеран филателистических аукционов, ныне, увы! с пошатнувшимся здоровьем, приблизился к столу, чтобы поставить свою подпись на Списке, после яркой речи капитана Г. Р. Олдфилда, должен признаться, что мои глаза увлажнились, думаю, я был не одинок в своих чувствах. Почтив господина Хадлоу, Конгресс показал высокую оценку личности с золотыми качествами, посвятившей всю жизнь самоотверженному служению Филателии».
Оригинальный текст (англ.)As the veteran philatelic auctioneer, now, alas! in poor health, moved to the table to sign the Roll, after an impressive oration by Captain H R Oldfield, I must confess that my eyes were wet, and I do not think I was alone in being thus affected. In honouring Mr Hadlow, the Congress, showed its appreciation of a personality of sterling merit and a lifetime of unselfish service to Philately.
Кроме того, в 1930-е годы в Список выбирались следующие лица:
- Хирам Эдмунд Дитс[англ.] (1870—1963, США).
- Денис Р. Мартин[англ.] (1892—1970, Великобритания), в Списке с 1939 года.
- Джеймс Бенджамин Сеймур[англ.] (1867—1950, Великобритания), в Списке с 1931 года.
- Герберт Мунк[англ.] (1875—1953, Великобритания), в Списке с 1932 года.
- Стэнли Филлипс (1891—1954, Великобритания), в Списке с 1937 года.
- Джеймс Р. У. Первс (1903—1979, Австралия), в Списке с 1937 года.
- Фрэнк Дж. Пеплоу[англ.] (ок. 1872—1935, Великобритания), в Списке с 1933 года.
- Александер Дж. Сефи[англ.] (1889—1934, Великобритания), в Списке с 1933 года.

### 1940-е годы
- Герберт Адамс (1873—1955, Великобритания), добавлен в Список в 1946 году.
- Г. Л. Линдквист[англ.] (1884—1978, США), добавлен в Список в 1947 году.
- Хью Масси Кларк[англ.] (1886—1956, США), в Списке с 1947 года.
- Джеймс Старр[англ.] (1870—1948, США), в Списке с 1947 года.
- Адриан Эдмунд Хопкинс[англ.] (1894—1967, Великобритания), в Списке с 1947 года.
- Джеймс Адлександр Колдер (1968—1956, Канада), в Списке с 1947 года.
- Хитон Родес[англ.] (1861—1956, США), в Списке с 1949 года.

### 1950-е годы
В 1950 году восемь известных филателистов были приглашены поставить свои подписи на 32-м Конгрессе:
- Р. У. Т. Лиc-Джонс[англ.] (1891—1978, Великобритания), исследователь почтовых марок Канады и автор работ о них[37].
- Г. У. Бессемер[англ.] (1865—1956, Великобритания), автор выдающихся исследований о почтовых марках Франции[37].
- Уолтер Х. К. Бромфилд[англ.] (1884—1963, Австралия), президент Филателистического общества Западной Австралии (Philatelic Society of Western Australia) в течение 21 года, автор глубоких исследований почтовых марок Западной Австралии[37].
- Й. Шмидт-Андерсон[англ.] (ум. 1976, Дания), «отец» датской филателии, автор многочисленных работ о почтовых марках Дании, опубликовал все четыре печатные формы первой почтовой марки Дании[37].
- Ибрагим Чафтар Бей[англ.] (1902—1988, Египет), президент Филателистического клуба Египта (фр. Club Philatélique d’Egypte), исследователь ранних египетских почтовых марок[37].
- Пьер Морель д’Арло[англ.] (1897—1964, Франция), почётный секретарь Академии филателии[англ.], главный организатор филателистической выставки Citex в Париже, автор работ о почтовых марках Франции[37].
- Стэнли Брайан Эшбрук[англ.] (1882—1958, США), автор классических книг и множества статей о ранних почтовых выпусках США[37].
- Лестер Джордж Брукман[англ.] (1904—1971, США), в течение многих лет редактор журнала «The American Philatelist», автор книг о почтовых выпусках США XIX века[37].

34-й Филателистический конгресс прошёл в Саутгемптоне 20—24 мая 1952 года. На нём Список выдающихся филателистов пополнился тремя фамилиями.
- Гилберт Уильям Коллетт[англ.] (1887—1964, Великобритания), член Королевского филателистического общества Лондона, почётный казначей Филателистического конгресса Великобритании с 1933 по 1952 год, сыграл значительную роль в подготовке «Jamaica Philatelic Society’s Handbook» («Справочник Общества филателистов Ямайки»)[38].
- Э. С. Макензи-Лоу[англ.] (1878—1962, Великобритания), член Королевского филателистического общества Лондона, ведущий специалист по почтовым маркам Египта, создал изысканную коллекцию, со временем проданную египетскому королю Фуаду I[38].
- Адриан Альберт Юргенс (1886—1953, ЮАС), член Королевского филателистического общества Лондона, ведущий специалист по почтовым маркам и истории почты Южной Африки, учредитель Филателистического конгресса Южной Африки (англ. Philatelic Congress of South Africa)[38][к 4].

Следующий Филателистический конгресс был проведён в Уитли-Бэе с 9 по 12 июня 1953 года и включил следующие имена в Список выдающихся филателистов.
- Альфред Каспари[англ.] (1877—1955, США), член Королевского филателистического общества Лондона (США), один из величайших филателистов мира, владелец примечательной коллекции классических марок[41].
- Георг Фульпиус[англ.] (1886—1955, Швейцария), член Королевского филателистического общества Лондона, особенно интересовался почтовыми марками Швейцарии и Греции, был членом жюри международных филателистических выставок[41].
- Г. Р. Холмс (1896—1989, Великобритания), член Королевского филателистического общества Лондона (Великобритания), редактор «London Philatelist», член экспертной комиссии Королевского филателистического общества (Royal Philatelic Society Expert Committee), написал множество статей[41].
- Карлос Тринкао[англ.] (1903—1968, Португалия), собрал изысканную коллекцию почтовых марок Португалии и её колоний, был награждён золотыми медалями на международных выставках, председатель Лиссабонской филателистической выставки, посвящённой столетию почтовой марки (Lisbon Centenary Philatelic Exhibition)[41].
- Гордон Уорд[англ.] (1885—1962, Великобритания), член Королевского филателистического общества Лондона (Великобритания), много писал в филателистической прессе[41].

Дополнительно в 1950-е годы следующие имена были внесены в Список:
- Луиза Бойд Дейл[англ.] (1913—1967, США), первая женщина, подписавшая Список (в 1956 году).
- Кларенс У. Хеннан (США), в Списке с 1956 года.
- А. Торт Николау (Испания), внесён в Список в 1956 году.
- Макс Джол[англ.] (1900—1957, США), в Списке с 1957 года.
- Кеннет Макдоналд Бомон[англ.] (1884—1965, Великобритания), в Списке с 1955 года.
- Гарри Осборн[англ.] (1875—1959, Великобритания), автор нескольких важных филателистических книг, награждён Большой золотой медалью на Лондонской международной выставке в 1950 году за коллекцию Великобритании, причислен к Списку в 1954 году.
- Уинтроп Смилли Боггс[англ.] (1902—1974, США), в Списке с 1959 года.

### 1960-е годы
- Герберт Дж. Блох (1893—1988, США), включён в Список в 1963 году.
- Винсент Грейвс Грин[англ.] (1913—2003, США), в Списке с 1964 года.
- Джон Роберт Бокер-младший[англ.] (1913—2003, США), в Списке с 1964 года[42].
- Генри М. Гудкайнд[англ.] (1900—1970, США), в Списке с 1966 года[43].
- Джон Истон[англ.] (1895—1967, Великобритания), в Списке с 1960 года.
- Жозеф (Иосиф) Шацкес[англ.] (1898—1984, уроженец Российской империи, Франция), включён в Список в 1963 году.
- Мирослав Боянович (1906—1986, уроженец Югославии, Польша, Великобритания), в Списке с 1966 года.
- Мохамед Дадха[англ.] (1910—1980, Иран), в Списке с 1965 года.

### 1970-е годы
- Харрисон Д. С. Хавербек[англ.] (1913—1986, США), зачислен в Список в 1970 году.
- Бенджамин Роджерс-Тиллстоун[англ.] (1900—1973, Великобритания), в Списке с 1970 года.
- Соити Итида[англ.] (1910—1986, Япония), в Списке с 1971 года.
- Филип Сильвер[англ.] (1909—1999, США), в Списке с 1978 года.
- Джордж Таунсенд Тернер[англ.] (1906—1979, США), в Списке с 1978 года.
- Энцо Диена[англ.] (1927—2000, Италия)[44].
- Джон Б. Марриотт (1922—2001, Великобритания), в Списке с 1972 года.
- Люсьен Бертело (1903—1985, Франция), в Списке с 1972 года[45].
- Эрнест Энтони Кер[англ.] (1911—1986, США), добавлен в Список в 1975 году.
- Джеймс Дж. Матейка[англ.] (1916—1979, США), в Списке с 1979 года.

### 1980-е годы
- Гэри Сидни Райан[англ.] (1916—2008, Великобритания).
- Паул Хильмар Йенсен (1930—2004, Норвегия), в Списке с 1988 года.
- Джеральд Джеймс Эллот[англ.] (Новая Зеландия)
- Роберт Гренвилл Стоун[англ.] (1907—2002, США), вписан в Список в 1984 году.
- Леон Винсент Рапкин[англ.] (1929—1991, Великобритания), в Списке с 1984 года.

### 1990-е годы
- Фрэнсис Киддл[англ.] (род. 1942, Великобритания), в Списке с 1995 года.
- Чарльз Дж. Питерсон[англ.] (1933—2009, США), подписал Список в 1991 году[46].
- Отто Хорнунг[англ.] (род. 1920, Чехословакия, Великобритания), добавлен в Список в 1993 году.
- Хироюки Канаи (1925—2012, Япония), добавлен в Список в 1993 году.
- Юхани Оламо[англ.] (1940—2010, Финляндия), в Списке с 1997 года.
- Вольфганг Гельригль (1941—2010, Германия, Италия), в Списке с 1994 года.

### 2000-е годы
- Збигнев Микульский, в Списке с 2002 года.
- Дэвид Спрингбетт[англ.] (род. 1938, Великобритания), в Списке с 2004 года.
- Чарльз Уиндэм Гудвин[англ.] (род. 1934, Великобритания).
- Питер Макканн[англ.] (США), включён в Список в 2007 году.
- Йосеф Хакмей[англ.] (род. 1945, Израиль).

В 2008 году на Конгрессе в Стратфорде-на-Эйвоне три человека были приглашены подписать Список:
- Эдвард У. Б. «Тед» Прауд (род. 1930, Великобритания), специалист по маркофилии, почтовым тарифам и полевой почте Британской империи; президент Международной федерации ассоциаций филателистических дилеров (International Federation of Stamp Dealers Associations)[47].
- Робин М. Стартап[англ.] (1933—2012, Новая Зеландия), специалист по почтовым маркам и истории почты Новой Зеландии[47].
- Ричард Ф. Уинтер[англ.] (США), офицер ВМС США, специалист по истории почты Северной Атлантики, президент Общества классики США[англ.] с 1992 по 1996 год[47].

В 2009 году на Конгрессе в Манчестере чести подписать Список выдающихся филателистов были удостоены четыре человека:
- Джордж Э. Баркер[англ.] (1930—2014, Великобритания), специалист по стандартным сериям марок Франции и ряда её африканских колоний[49].
- Джефри Нил Келлоу[англ.] (Австралия), специалист и автор статей по почтовым маркам Австралии и её штатов, библиофил, организатор библиотек ряда австралийских филателистических обществ[50].
- Барбара Р. Мюллер[англ.] (1925—2016, США), автор и редактор многих филателистических изданий[48].
- Джон Сассекс[англ.] (Великобритания).

### 2010-е годы
- Корнелис «Кес» Адема[англ.] (2010), специалист по истории почты Нидерландов[51].
- Гуго Геггель[англ.] (2010), швейцарский бизнесмен, эксперт по почтовым маркам Колумбии и Латинской Америки, президент Межамериканской филателистической федерации (Inter-American Philatelic Federation) с 1997 по 2008 год, затем — Колумбийской филателистической федерации[51].
- Вольф Гесс[англ.] (2010), член жюри международных выставок по истории почты и специалист по истории почты Лондона[51].
- Джанкарло Моролли[англ.] (2010), представляющий тематическую филателию в Международной федерации филателии[51].
- Уэйд Эдгар Саади[англ.] (2010), специалист по почтовым маркам США, президент Американского филателистического общества в 2008 году, Клуба коллекционеров Нью-Йорка в 2000-е годы[52].
- Брайан Джон Троттер[англ.] (2010), специалист по почтовым маркам британских колоний в Южной Африке, секретарь, затем вице-президент Королевского филателистического общества Лондона[51].
- Гэвин Фрайер[англ.] (2011)[53], специалист по почтовым маркам Мадагаскара и почтовым отправлениям для слепых.
- Койчи Сато[англ.] (2011)[53], специалист по почтовым маркам Тасмании и Хайдарабада.
- Реймонд Тодд[англ.] (2011)[53], специалист по цельным вещам и аэрофилателии.
- Патрик Мазелис[англ.] (2012)
- Крис Кинг[англ.] (2014)[54]
- Вольфганг Маассен (2014)[54]
- Данфорт Уокер[англ.] (2014)[54]
- Йорген Йоргенсен[англ.] (2015)[55]
- Джеймс Мазепа[англ.] (2015)[55]
- Стивен Шуман[англ.] (2015)[55]
- Фрэнк Уолтон[англ.] (2015)[55]
- Роджер Броди[англ.] (2016)[56]
- Ларс Энгельбрехт[англ.] (2016)[56]
- Йонас Хельстрем[англ.] (2016)[56]
- Стивен Холдер[англ.] (2016)[56]
- Алан Хольоэйк[англ.] (2017)[57]
- Джон Хотчнер[англ.] (2017)[57]
- Колин Табеарт[англ.] (2017)[57]
- Стивен Уолске[англ.] (2017)[57]
- Роберт Абенсур[англ.] (2018)[58]
- Густаф Дуглас[англ.] (2018)[58]
- Шерил Ганз[англ.] (2018)[58]
- Джеффри Льюис[англ.] (2018)[58]
- Пракоб Чиракити[англ.] (2019)[59]
- Ги Дюто[англ.] (2019)[59]
- Хани Салам[англ.] (2019)[59]
- Алан Уоррен[англ.] (2019)[59]

### 2020-е годы
- Джон Барвис[англ.] (2020)[60]
- Джеймс Л. Гримвуд-Тейлор (James L. Grimwood-Taylor) (2020)[60]
- Майкл М. Хо (Michael M.Y. Ho) (2020)[60]
- Ямил Кури[англ.] (2020)[60]
- Чарльз Дж. Г. Вердж[англ.] (2020)[60]
- Денеш Цирок[англ.] (2021)[61]
- Сейя-Риитта Лааксо (2021)[61]
- Хосе Рамон Морено[англ.] (2021)[61]
- Хенрик Муритсен[англ.] (2021)[61]
- Рэндольф Нил[англ.] (2021)[61]
- Бруно Кревато-Сельваджи[англ.] (2022)[62]
- Рейнальдо Эстебан де Маседо[англ.] (2022)[62]
- Хью В. Фельдман[англ.] (2022)[62]
- Малкольм Грум[англ.] (2022)[62]
- Патриция Стилвелл Уокер[англ.] (2022)[62]
- Прадип Джайн[англ.] (2023)[63]
- Триш Кауфман[англ.] (2023)[63]
- Дамиан Леже[англ.] (2023)[63]
- Хесус Ситья-Пратс[англ.] (2023)[63]
- Турхан Тургут[англ.] (2023)[63]
- Уолтер Бритц[англ.] (будет включён в июле 2024 г.)[64]
- Ю-Ан Чен[англ.] (будет включён в июле 2024 г.)[64]
- Джон Дэвис[англ.] (будет включён в июле 2024 г.)[64]
- Бернар Хименес[англ.] (будет включён в июле 2024 г.)[64]
- Ивар Сундсбё[англ.] (будет включён в июле 2024 г.)[64]

## Сводные данные
За всю историю награждения выдающихся филателистов (начиная с 1921 года) в Списке были отмечены представители следующих государств (включая семь уроженцев той или иной страны, которые учтены дважды и даже трижды — по месту рождения и по месту жительства):
- Великобритания — 80,
- США — 37,
- Франция — 10,
- Австралия — 6,
- Италия — 4,
- Новая Зеландия — 4,
- Бельгия — 3,
- Норвегия — 3,
- Германия — 3,
- Индия — 2,
- Испания — 2,
- Нидерланды — 2,
- Российская империя — 2,
- Швейцария — 2,
- ЮАС — 2,
- Япония — 2,
- Австрия — 1,
- Аргентина — 1,
- Дания — 1,
- Египет — 1,
- Израиль — 1,
- Иран — 1,
- Канада — 1,
- Колумбия — 1,
- Польша — 1,
- Португалия — 1,
- Финляндия — 1,
- Чехословакия — 1,
- Югославия — 1.